# Liste des édifices labellisés « Patrimoine du XXe siècle » du Territoire de Belfort
La liste des édifices labellisés « Patrimoine du XXe siècle » du Territoire de Belfort recense de manière exhaustive les édifices disposant du label officiel français « Patrimoine du XXe siècle » situés dans le département français du Territoire de Belfort. Chacun de ces édifices est accompagné de sa notice sur la base Mérimée et de sa date de labellisation

## Liste
| Monument                    | Commune   | Adresse                | Coordonnées                      | Notice         | Date | Illustration                |
| --------------------------- | --------- | ---------------------- | -------------------------------- | -------------- | ---- | --------------------------- |
| Square Emile Lechten        | Belfort   |                        | 47° 38′ 34″ nord, 6° 51′ 23″ est | « PA00101160 » | 2004 | Square Emile Lechten        |
| Église Sainte-Jeanne-d'Arc  | Belfort   | Danton (rue)           | 47° 37′ 28″ nord, 6° 50′ 57″ est | « PA90000004 » | 2004 | Église Sainte-Jeanne-d'Arc  |
| Marché couvert              | Belfort   | Docteur-Fréry (rue du) | 47° 38′ 27″ nord, 6° 51′ 38″ est | « PA00101141 » | 2004 | Marché couvert              |
| Église Saint Louis          | Belfort   |                        | à géolocaliser                   | « EA90000003 » | 2004 | Église Saint Louis          |
| Gare de Belfort             | Belfort   |                        | 47° 38′ 01″ nord, 6° 51′ 14″ est | « PA90000015 » | 2004 | Gare de Belfort             |
| Marché des Vosges           | Belfort   | av. Jean Jaurès        | à géolocaliser                   | « EA90000002 » | 2004 | Image manquante Téléverser  |
| École du Mont et des Barres | Belfort   |                        | à géolocaliser                   | « EA90000004 » | 2004 | Image manquante Téléverser  |
| Maison du Peuple            | Belfort   |                        | à géolocaliser                   | « EA90000001 » | 2004 | Image manquante Téléverser  |
| Monument du caporal Peugeot | Joncherey |                        | 47° 31′ 27″ nord, 7° 00′ 40″ est | « PA90000003 » | 2004 | Monument du caporal Peugeot |
| Ouvrage de Meroux           | Meroux    |                        | 47° 35′ 40″ nord, 6° 53′ 33″ est | « PA00135352 » | 2004 | Ouvrage de Meroux           |